# Мокро-Никольский монастырь
Можайский Мокро-Никольский монастырь — исчезнувший мужской монастырь, существовавший в XVI веке в городе Можайске
Входил в городское кольцо из десяти монастырей, защищавший со всех сторон Можайский кремль. Был одним из 17 можайских монастырей XVI века, из которых до нашего времени сохранился лишь Лужецкий.
Монастырь находился к югу от крепости, на берегу Никольского ручья, притока р. Можайки. Рядом находилась Мокро-Никольская слободка с Никольской и Квежковой улицами. Монастырь имел площадь 67 на 35 саженей. Помимо двором церковнослужителей здесь имелось 3 кельи нищих.
Внутри монастыря был собор святого Николы Мокрого, деревянный клетский.
Монастырь исчез во время эпидемий чумы 1570—1571 и 1580—1581 годы. После этого собор превратился в приходской храм. Вероятно собор сгорел во время Смуты. Опустошенный погост ещё числится на плане 1773 года. Но к 1852 году на месте монастыря гражданская застройка.
Сейчас на месте монастыря частные дома № 10-12 по улице Герцена.